# Људски зуб
Зуби (лат. dens, dentis) су калцификовани органи, који се налазе на почетку дигестивног тракта, у усној дупљи. Усађени су у алвеоларне наставке горње и доње вилице и смештени у чашице (алвеоле) . Човек обично има 32 стална и 20 млечних зуба.

## Анатомски делови
На сваком зубу се разликују три основна дела: круна, врат и корен.
Круна зуба (лат. corona dentis) се означава са два термина: анатомска и клиничка круна. Анатомска круна је део зуба прекривен са глеђи. Она се код интактног зубног низа не види цела, јер јој је вратни део прекривен деснима. Клиничка круна је видљиви део зуба и може, али не мора, да одговара анатомској круни. Она се обично мења током живота услед ресорпције околног коштаног ткива, повлачења гингиве и сл.
На круни се разликује пет површина:
1. Она која је окренута код предњих зуба ка уснама, а код задњих ка образу - усничка или образна (facies labialis s. buccalis)
2. Мастикаторна (facies masticatoria), односно она која је окренута према истоименој страни круне истог зуба супротне вилице
3. Она која је окренута према усној дупљи у ужем смислу - језичка страна (facies lingualis)
4. и 5. Оне које су додирне стране са суседним зубом - контактне (facies contactus). У зависности од удаљености од средишње линије, разликујемо мезијалну (она која је ближе) и дисталну (она која је даље) контактну страну.

У круни се налази и шупљина, названа зубна дупља (cavitas dentis) која прати облик круне.
Врат зуба (лат. collum s. cervix dentis) је сужење на граници глеђи и цемента, у облику плитког жлеба (цервикална линија или глеђно-цементни спој) и у физиолошким условима је прекривен оралном слузокожом. Између зуба и слузокоже налази се узак простор дубине до 1,5 mm који се назива физиолошки џеп.
Корен зуба (лат. radix dentis) такође је означен са два термина. Анатомски корен је део зуба прекривен цементом и усађен је у зубну јамицу (алвеолу). Клинички корен је онај део зуба који се не види при инспекцији у устима и може, али не мора, да одговара анатомском корену. У самом корену уочавамо такође шупљину која је заправо сужени продужетак шупљине зуба и назива се канал корена зуба (canalis radicis dentis). Канал се отвара на врху корена (apex dentis) помоћу отвора зубног врха (foramen apicis dentis). Број и величина коренова варира од зуба до зуба.
- Једнокорени зуби су секутићи, очњаци и преткутњаци (са изузетком горњег првог премолара).
- Двокорени зуби су горњи први преткутњак и сви доњи кутњаци,
- Трокорени зуби су горњи кутњаци (први и други).

## Структура (грађа) зуба
Сваки људски зуб је изграђен од три калцификована ткива: глеђи, дентина и цемента и специјализованог везивног ткива — зубне пулпе.

### Глеђ
Зубна глеђ (лат. substantia adamantina s. enamelum) је чврсто минерално ткиво, које прекрива дентин у пределу анатомске круне зуба. Садржи 4-6% органских и 94-96% неорганских материја, а најбоље је развијена на гризној површини. То је најтврђи део зуба (и најтврђе ткиво у организму уопште), али је веома крта. Састоји се од шестоугаоних глеђних призми промера 3-6μm, тј. великих и веома збијених кристала калцијумхидроксиапатита за који су везани јони карбоната, Mg, Na, K итд. Ови кристали су уграђени у фину мрежу веома чврстих и готово потпуно нерастворљивих протеинских влакана, а спољашња површина глеђи је прекривена глеђном кошуљицом (лат. cuticula dentis). Захваљујући свом саставу, глеђ је веома отпорна на дејство ензима, киселина и осталих корозивних материја и представља прву и главну линију одбране зуба од каријеса.
Глеђ је транслуцентна (делимично провидна), тако да боја зуба (која варира од жућкасте до светлосиве и беличастоплаве) зависи од боје дентина и провидности глеђи. Што је глеђ мање провидна то су зуби бељи, а на транслуценцију утичу дебљина, густина, степен калцификације и хомогеност глеђи.

### Дентин
Дентин (лат. substantia eburnea) или зубна кост је чврсто ткиво које изграђује највећи део зуба. Не види се при инспекцији зуба in situ у устима, јер је покривен са глеђи (у пределу круне) и цементом (у пределу корена). Има приближан облик зуба, а у централном делу формира зубну шупљину.
По саставу је сличан костима и садржи 28% органских и 72% неорганских материја. Састоји се углавном од кристала хидроксиапатита, који су уграђени у чврсту мрежу колагених влакана, а соли калцијума га чине веома отпорним на притисак. Кроз дентин пролазе многобројни Хаверсови каналићи промера 2-5μm, кроз које се протежу Томасова влакна (огранци крвних судова и нерава) и фибра влакна (периферни продужеци ћелија одонтобласта које граде дентин). Дентин се ствара континуирано током целог живота (секундарни и терцијарни дентин), а боја му варира од жућкасте до белосиве.

### Цемент
Цемент (лат. substantia ossea s. crusta petrosa) је минерализовано везивно ткиво, које прекрива дентин у пределу анатомског корена зуба. По грађи је сличан костима и садржи 32% органских и 68% неорганских материја. Најдебљи је у пределу врха (1-2 mm) и рачвања коренова. Прожет је системом каналића и лакуна, кроз који пролазе танке фибриле (које одговарају Шарпејевим влакнима костију), а које фиксирају зуб за околну алвеолу. Цемент се, слично дентину, ствара током целог живота а има и велики репараторни потенцијал.

### Пулпа
Зубна пулпа (лат. pulpa dentis) испуњава унутрашњост зуба, а састоји се од растреситог везивног ткива. Основни структурни елементи пулпе су везивно-ткивне ћелије, влакна и основна супстанца. У основној супстанци (која потиче из крвне плазме) налазе се колагена и еластична влакна, крвни и лимфни судови, нервна влакна и релативно мали број ћелија (одонтобласта, фибробласта, фиброцита, мезенхималних ћелија, хистиоцита, лимфоцита, мастоцита и сл).
Код старијих особа се пулпа постепено смањује због слабије прокрвљености, али се смањује и зубна шупљина због стварања нових слојева дентина. Пулпа има више улога (функција):
- формативну у продукцији колагених влакана и ставарању дентина,
- нутритивну јер регулише метаболизам основних елемената свих делова зуба,
- неуросензорну јер садржи осећајна нервна влакна, и
- одбрамбену улогу која се огледа у стварању секундарног и терцијарног дентина.[5]

Грана стоматологије која се бави терапијом оболеле пулпе назива се ендодонција.

### Зубна шупљина
Пулпна комора (лат. cavum dentis) је аналогна спољашњој контури зуба и у њен састав улазе следећи делови: комора пулпе (која се налази у пределу анатомске круне зуба), рогови пулпе (оклузални продужеци коморе), пулпни канал (локализован у пределу корена), апикални отвор (шупљина у пределу врха корена кроз који пролазе нервни и нутритивни елементи), латерални или акцесорни канали, помоћни или суплементарни канали и анастамозе (које повезују пулпне канале).

## Теорије о постанку зуба
Постоји неколико теорија које објашњавају настанак зуба, а све се заснивају на анализама фосилних остатака. Ниједна од њих није у потпуности потврђена.
Тритуберкуларна теорија или теорија диференцијације каже да је хумани зубик настао од једноквржичних зуба рептила. Ову теорију је објавио Озборн 1888. године. Он сматра да су се на постојећој квржици прво појавиле две оштре елевације, од којих су даљом еволуцијом настале још две квржице. У периоду Јуре појавиле су се и додатне квржице и тако су формиране оклузалне површине данашњих кутњака.
Конкресцентна теорија сматра да су данашњи зуби сисара настали спајањем појединачних зуба рептила, и да број квржица одговара броју спојених примарних зуба.
Концентрацијска или димер теорија, коју је предложио Болк 1916. године, каже да су сложени зуби сисара настали непотпуним цепањем једноставне денталне основе рептила.

## Формирање зуба
Формирање дентиције (одонтогенеза) обухвата три фазе:
- фазу раста и развоја зуба,
- фазу ерупције и
- фазу оклузалне адаптације.

### Фаза раста и развоја
Раст и развој зуба пролази кроз четири стадијума: стадијум заметка, стадијум капе, стадијум звона и стадијум формирања корена.
Стадијум заметка почиње у шестој недељи интраутериног живота плода. Ектодермални епител задебљава и формира епителну гредицу, која се развија и спушта у дубину мезодерма. Она се дели на спољашњи и унутрашњи сегмент (примарна дентална ламина) на којем се у осмој недељи почињу формирати замеци првих млечних зуба (који су уједно и глеђни орган).
У стадијуму капе започиње калцификација глеђног органа, пролиферација епителних ћелија заметка у околни мезодерм и инвагинација базалног дела глеђног органа.
У стадијуму звона се наставља пролиферација епитела и продубљивање инвагинације у базалном подручју глеђног органа. У удубљење ураста мезодерм и формира денталну папилу, од које ће настати зубна пулпа. Од мезенхимних ћелија развија се фоликуларна врећица, која са денталном папилом и глеђним органом чини зубну клицу.
Зубна пулпа са периферно распоређеним одонтобластима започиње стварање дентина (дентиногенеза), а глеђни орган помоћу амелобласта стварање глеђи (амелогенеза). Фоликуларна врећица формира фиброваскуларну капсулу око зуба у развоју, која је одговорна за нутрицију, а има и друге важне улоге. На крају стадијума звона почиње стварање кости у мезодерму, фоликул се трансформише у периодонтално ткиво, а од глеђног органа настаје секундарна дентална ламина (за супституентне зубе). Такође глеђ и дентин формирају зону која ће постати глеђно-дентински спој.
Стадијум формирања корена се карактерише стварањем структуре коренова од Хертвигове епителне овојнице, која настаје у стадијуму звона од унутрашњег слоја глеђног органа.
Дакле, глеђ зуба је ектодермалног, а остале структуре (пулпа, дентин и цемент) мезодермалног порекла.

### Фаза ерупције
Ерупција зуба представља процес ницања зуба и може да се подели на фазу активне и фазу пасивне ерупције (оклузалне адаптације). Сматра се да је процес ницања завршен када зуб успостави контакт са антагонистом из супротне вилице.
Фаза активне ерупције обухвата три етапе: интраосеалну, трансгингивалну и супрагингивалну етапу.

### Фаза оклузалне адаптације
Оклузална адаптација представља пасивну ерупцију зуба, у чијој се основи налази процес абразије. Даље ницање зуба је онемогућено оклузалним контактима антагониста, осим у случају губитка зуба када се јавља екструзија његовог опонента из супротне вилице. У току ове фазе се завршава раст и развој коренова, успостављају стабилни оклузални односи и др.

### Фактори који утичу на развој зуба
На развој и брзину ницања зуба могу деловати хормони штитне жлезде и хормон раста. Осим тога, на депоновање соли у зубима у раном стадијуму њиховог развоја делују количина калцијума и фосфата у храни, витамин Д, паратиреоидни хормон и сл. Када су сви ови фактори нормални структуре зуба се правилно развијају, а у супротном развој и структура зубних органа могу бити озбиљно поремећени.

### Морфогенеза
Физиолошки процеси у току морфогенезе су подељени у неколико фаза: фаза иницијације (у којој настају замеци зуба), фаза пролиферације (која утиче на њихову величину и пропорције), фаза хистодиференцијације (када настају глеђ и ћелије које стварају дентин — одонтобласти), фаза морфодиференцијације (када се одређује облик и величина зуба) и фаза апозиције (која обухвата депоновање глеђи и дентина).

### Узгајање у лабораторији
Група научника са Универзитета за науку у Токију је почетком 2007. године успешно извела експеримент „узгајања“ и пресађивања зубних органа у вилицу миша. Они су инјектирали мезенхималне и епителијалне ћелије у структуру колагена и 14 дана пратили како расту и диференцирају се сви структурни елементи зуба. Потом си их пресадили у кавитет претходно извађеног зуба и ови су нормално израсли и развили се.
Метода коју су користили јапански научници је први пут показала, да је могуће од неколико ћелија развити цео орган.

## Хронологија ницања
|                   | МЛЕЧНИ ЗУБИ | МЛЕЧНИ ЗУБИ | МЛЕЧНИ ЗУБИ | МЛЕЧНИ ЗУБИ | СТАЛНИ ЗУБИ | СТАЛНИ ЗУБИ | СТАЛНИ ЗУБИ | СТАЛНИ ЗУБИ |
|                   | доњи        | доњи        | горњи       | горњи       | доњи        | доњи        | горњи       | горњи       |
|                   | време (мес) | редослед    | време (мес) | редослед    | време (год) | редослед    | време (год) | редослед    |
| централни секутић | 6           | 1           | 7,5         | 1           | 6 - 7       | 2           | 7 - 8       | 2           |
| латерални секутић | 7           | 2           | 9           | 2           | 7 - 8       | 3           | 8 - 9       | 3           |
| очњак             | 16          | 4           | 19          | 4           | 9 - 10      | 4           | 11 - 12     | 6           |
| први премолар     | -           | -           | -           | -           | 10 - 11     | 5           | 10 - 11     | 4           |
| други премолар    | -           | -           | -           | -           | 11 - 12     | 6           | 11 - 12     | 5           |
| први молар        | 12          | 3           | 14          | 3           | 6 - 7       | 1           | 6 - 7       | 1           |
| други молар       | 20          | 5           | 24          | 5           | 11 - 13     | 7           | 12 - 13     | 7           |
| трећи молар       | -           | -           | -           | -           | 17 - 21     | 8           | 17 - 21     | 8           |

## Класификација
Зуби се могу поделити по:
1. периоду ницања,
2. морфолошком облику и
3. локализацији у денталном луку.

Човек има два периода ницања зуба (дифиодонција), па разликујемо примарну (млечну) и сталну дентицију. Млечна дентиција се састоји од 20 зуба (лат. dentes decidui), чије ницање почиње у шестом месецу живота. Веома ретко, беба одмах по рођењу има изникле зубе, који се означавају као пренатални. Стална дентиција се обично састоји од 32 зуба (лат. dentes permanentes s. adulti), а почињу да ничу од шесте године живота. Постоји и период тзв. мешовите дентиције (када су присутни и стални и млечни зуби у устима) и траје од 6 до 12 године живота.
Према морфолошким карактеристикама зуби се деле на класе:
1. секутиће (лат. dentes incisivi),
2. очњаке (лат. dentes canini),
3. преткутњаке или премолари (лат. dentes praemolares) и
4. кутњаке или молари (лат. dentes molares).

У примарној дентицији не постоје преткутњаци, а због различитих облика зуба можемо рећи да је хумани зубик хетеродонт (што наглашава њихову различиту улогу у процесу ингестије).
Зуби образују тзв. денталне лукове. Горњи дентални лук (лат. arcus dentalis superior) има облик полуелипсе, а доњи (лат. arcus dentalis inferior) облик параболе. Заједно они чине зубик (лат. dentura).
Према месту у зубном луку зуби се деле на:
1. горње и доње зубе;
2. десне и леве зубе;
3. предње и бочне зубе (лат. dentes anteriores s. intercanini, s. frontales et dentes posteriores s. postcanini, s. transcanini).

Предњи зуби су:
- секутићи, који секу храну, и
- очњаци, који кидају храну,

Бочни зуби су:
- преткутњаци (премолари) или мали кутњаци, који гњече и мељу храну и
- кутњаци (молари), који имају исту функцију као и преткутњаци.

## Дентална формула
Две замишљене линије: хоризонтална (оклузална) и вертикална (сагитална) медијална линија деле зубик на четири симетрична квадранта. Дентална формула приказује број зуба, по класама, у одговарајућем квадранту. Пошто се код људи у сваком квадранту налази исти број и идентичне класе зуба, конвенцијом је утврђено да се њихова дентална формула односи на горњи леви квадрант (2-1-2-3). У њему, дакле, имамо два секутића, један очњак, два преткутњака и три кутњака. Дентална формула млечне дентиције гласи 2-1-2 (два секутића, један очњак и два кутњака).

## Обележавање зуба
Постоји више начина (система) обележавања зуба: универзални нумерички систем (енгл. ADA-system), Палмерова метода, систем знакова плус (+) и минус (−), бинарни систем (енгл. FDI) итд.
Данас се у свету најчешће користи бинарни бројчани систем, установљен у Букурешту 1970. године на заседању Међународне стоматолошке федерације. Зубни лукови су подељени на четири квадранта који су обележени бројевима 1—4 за сталну дентицију (при чему 1 означава горњи десни, 2 горњи леви, 3 доњи леви и 4 доњи десни квадрант). Четири квадранта млечне дентиције су обележена бројевима 5—8. Други број у систему означава положај зуба у квадранту, идући од медијалне линије. Тако нпр. горњи десни очњак се означава са 13 (један-три); доњи леви латерални секутић са 32 (три-два) итд.
|  |  |

| 11 - горњи десни централни секутић 12 - горњи десни латерални секутић 13 - горњи десни очњак 14 - горњи десни први преткутњак 15 - горњи десни други преткутњак 16 - горњи десни први кутњак 17 - горњи десни други кутњак 18 - горњи десни трећи кутњак (умњак) 41 - доњи десни централни секутић 42 - доњи десни латерални секутић 43 - доњи десни очњак 44 - доњи десни први преткутњак 45 - доњи десни други преткутњак 46 - доњи десни први кутњак 47 - доњи десни други кутњак 48 - доњи десни трећи кутњак (умњак) |  | 21 - горњи леви централни секутић 22 - горњи леви латерални секутић 23 - горњи леви очњак 24 - горњи леви први преткутњак 25 - горњи леви други преткутњак 26 - горњи леви први кутњак 27 - горњи леви други кутњак 28 - горњи леви трећи кутњак (умњак) 31 - доњи леви централни секутић 32 - доњи леви латерални секутић 33 - доњи леви очњак 34 - доњи леви први преткутњак 35 - доњи леви други преткутњак 36 - доњи леви први кутњак 37 - доњи леви други кутњак 38 - доњи леви трећи кутњак (умњак) |

## Потпорне структуре
Ткива која пружају потпору зубима називају се једним именом пародонцијум. Ту спадају гингива, цемент, периодонцијум и коштана алвеола.
Гингива (десни) је мастикаторна слузокожа која прекрива алвеоларне наставке горње и доње вилице. Дели се на слободну (маргиналну) и припојну гингиву. Слободна гингива облаже врат зуба, обично је светлољубичасте боје, таласаста је и висока око 0,5—2 mm. Простор између гингиве и зуба назива се гингивални сулкус. У апикалном смеру слободна прелази у припојну гингиву, која је чврсто припојена за подлогу и нешто црвенија у односу на слободну гингиву.
Периодонцијум је ткиво које окружује корен зуба и причвршћује га за фасцикуларну кост. Простор између кости и зуба назива се периодонтални простор. У њему се налазе ћелије, крвни и лимфни судови, нерви и Шарпејева влакна. То су колагена, нееластична, таласаста влакна која су разапета између зуба и алвеоле и која ограничавају покрете зуба само у физиолошким границама. Груписана су у снопове и деле се на гингивалну и алвеоларну групу.
Алвеоле су зубне чашице, смештене у алвеоларним наставцима горње и доње вилице, а међусобно су одељене преградама. Преграде између алвеола суседних зуба се називају септа интералвеоларија (лат. septa interalveolaria), а између коренова једног зуба септа интеррадикуларија (лат. septa interradicularia). Зид алвеоле се назива и права алвеоларна или влакнаста кост, пошто су у њу уграђени крајеви периодонталних влакана.
Физиолошке улоге припојног система су: потпорна (преко њега се остварује биолошка и механичка веза зуба са алвеолом), формативна (коју обављају ћелије остеобласти, фибробласти и цементобласти омогућавајући висок репараторни потенцијал потпорних структура), нутритивна (коју обављају артеријски крвни судови), неуросензорна и заштитна улога (јер прихвата и амортизује различите силе које делују на зуб).

## Васкуларизација и инервација
Зубна пулпа је богато прокрвљена, што се доводи у везу са њеним многобројним и значајним функцијама. Крвни судови за зубе горње вилице потичу из a. alveolaris superior posterior и aa. alveolares superiores anteriores (грана виличне и инфраорбиталне артерије), док су доњи зуби васкуларизовани од стране a. alveolaris inferior (бочне гране виличне артерије). Ови крвни судови се потом деле и дају огранке за зубну пулпу и околне потпорне структуре. Циркулацију крви регулишу влакна аутономног нервног система.
Горњи зуби су инервисани преко горњег денталног сплета у чији састав улазе n. maxillaris и n.infraorbitalis, а доњи зуби добијају живце од доњег денталног сплета који изграђују n. alveolaris inferior и n.incisivus.

## Аномалије
Денталне аномалије настају као последица дејства различитих фактора, односно развојних метаболичких сметњи. Могу се поделити на урођене и стечене.
Урођене аномалије су аномалије везане за број, величину, облик, положај зуба и абнормалне калцификације и апозиције. Неке од њих су:
- Макродонција и микродонција су поремећаји у величини зуба. У првом случају ради се о увећању, а у другом о смањењу величине зубног органа.
- Анодонција, хипердонција или хиподонција су поремећаји везани за број зуба. Анодонција представља тотално одсуство млечних и сталних зуба, а хипердонција би била развој прекобројних зуба. Хиподонција је појава абнормалног одсуства неких зуба. Такође треба споменути олигодонцију, израз који означава одсуство 6 или више зуба.
- Геминација и фузија су аномалије облика зуба. Герминација је појава када се зуб подели на два дела, а фузија се односи на спајање више зуба у један.

Стечене аномалије представљају основну патологију стоматогнатог система и овде се убрајају: малоклузије, преломи, ерозије и патолошка абразија.
- Малоклузија је најчешће наследни поремећај у коме горњи и доњи зуби не пристају својим квржицама тачно једни на друге, јер зуби при расту заузимају абнормалан положај и не могу несметано да обављају своју функцију. Корекција се врши помоћу тзв. ортодонтских апарата, који доводе зуб у нормалан положај.[4]
- Преломи су последица трауматске повреде и применом адекватне терапије овакви зуби се могу сачувати.
- Ерозије или клинасти дефекти се најчешће јављају на лабијалним површинама предњих зуба и преткутњака, у пределу глеђно-дентинског споја. То су полумесечаста удубљења жуте или сиве боје, отпорна на каријес. Ипак, понекад могу изазвати спорадичан бол, па захтевају лекарску интервенцију.
- Патолошка абразија настаје услед прекомерног трошења зуба и може да се јави у свим правцима. Такво стање доводи до нарушавања зубика и поремећаја у међувиличним односима, и обично се санира у оквиру стоматолошке протетике.

## Болести
Болести зуба спадају међу најчешћа обољења људског рода. Грубо се могу поделити у две групе: каријес и његове компликације, и обољења потпорног апарата зуба (пародонтопатије).

### Каријес
Каријес је хронично обољење тврдих зубних ткива које доводи до разарања зуба. Његова етиологија је мултикаузална, а велика учесталост га убраја међу најчешћа обољења савременог човека. Каријес почиње на површини зуба и то разградњом глеђи (деминерализацијом) и прогресивно продире у дубину и ширину захватајући остале структуре зубног ткива. Основни узрочник ове болести је бактерија "Streptococcus mutans". Када се каријес приближи пулпи, настаје упална реакција позната као пулпитис. Осим тога, ова инфекција може да пређе границе зуба и да нападне околна ткива и структуре. Тада настају акутне и хроничне компликације каријеса (периодонтитис, апсцес, гранулом, гангрена пулпе, цисте и др).
Истраживања показују да додатак мале количине флуора у воду за пиће, чини дечје зубе два пута отпорнијим према каријесу. Ипак, велике количине флуора могу да изазову поремећај који се назива флуороза.

### Пародонтопатије
Пародонтопатије су болести потпорног апарата зуба и могу бити: запаљењске (пародонтитис), атрофичне (пародонтоза) и мешовите.
Оне могу настати као последица општих поремећаја у организму (авитаминоза, хормонални поремећаји, алергије, тровање тешким металима) или као последица локалних надражаја (зубни каменац, плак, унилатерално жвакање, шкрипање зубима, поремећај оклузије, денталне аномалије и др).
Почетна фаза болести се назива гингивитис (упала десни). Одликује се болом, црвенилом, отоком и евентуалним крварењем. То је релативно често обољење, присутно код више од 80% хумане популације, али није нарочито опасно. Уколико се не лечи, болест може да се прошири и на околне коштане структуре и лигамент зуба. Након тога, у поодмаклој фази јављају се разградња кости, гнојне упале, непријатан задах, расклимавање зуба итд.
У терапији пародонтопатије врши се уклањање узрока иритације, санирање зуба, понекад протетско и ортопедско збрињавање и одржавање оралне хигијене.

## Повреде
Од свих трауматских повреда костију главе, повреде зуба су најучесталије. Пошто се налазе на најистуренијем делу лица, зуби су често изложени оштећењима у току рада, у саобраћајним несрећама, при падовима, тучама и сл. Преломи вилица су обично праћени оштећењем једног или већег броја зуба у виду расклаћења, ишчашења, па све до најразличитијих облика прелома. На трауму су нарочито неотпорни зуби деце са млечном дентицијом, зуби ослабљени великом пломбом или девитализацијом и они са дужевременском вештачком надоградњом круничног дела. На дејство трауме утичу животно доба појединца, развијеност зуба, завршетак раста корена и стање отвора на њему.
Повреде зуба се могу поделити у две основне категорије: ишчашења (лат. luxatio dentis traumatica) и преломе (лат. fractura dentis traumatica).
Ишчашења обухватају насилне дислокације, луксације и екстракције зуба. Дислокација представља насилно померање зуба, чији корен остаје у алвеоли (чашици) јер нису покидана сва периодонтална влакна. Код луксације постоји (у мањем или већем степену) губитак контакта корена и алвеоле и тешко оштећење потпорног апарата зуба, али се он и даље делимично задржава у вилици. Екстракција означава потпуни насилни губитак зуба који може да се нађе слободан у усној дупљи или утиснут у мека ткива (језик, образе, синус, мишићне структуре и сл).
Преломи зуба настају под дејством јаке директне или индиректне силе. Овим повредама су знатно подложнији предњи зуби, поготово они у горњој вилици. Најучесталије су у добу између 8. и 12. године живота. Преломи се дела на екстраалвеоларне (круничне), интраалвеоларне (коренске) и комплетне преломе. Исто тако постоји подела на непотпуне и потпуне преломе у односу на пулпу.
Повреде зуба имају својствену клиничку слику, која се одликује присуством отока и повреда меког ткива гингиве, образа или слузокоже. Зуб је обично померен или оштећен и одступа од нормалног денталног низа. Бол је сталан пратилац ових повреда, а појачава се не само при покушају жвакања, већ су због њега понекад и покрети језика сведени на минимум. Осим тога јавља се и јако лучење пљувачке (саливација).

## Нега и хигијена зуба
Хигијена зуба и усне шупљине је важна због превенције различитих обољења као што су каријес, гингивитис, пародонтопатија и сл. Постоје два вида оралне хигијене: професионална и лична.
Редовна чишћења која обично раде стоматолози или стоматолошки техничари, служе за уклањање зубног каменца (минерализован плак), који се појављује и поред пажљивог и редовног одржавања хигијене.
Професионално чишћење се обавља уз помоћ разних стоматолошких инструмената који помажу уклањање наслага зубног каменца са зуба.
Лична хигијена се састоји од правилног и свакодневног прања зуба и коришћења зубног конца. Сврха оралне хигијене је смањење количине патолошких агенаса у устима, а основни циљ је уклањање и спречавање формирања зубног плака, који се углавном састоји од бактерија. Са порастом количине денталног плака, расте и подложност зуба каријесу, лошем задаху и сл.
Четкица за зубе може да уклони плак са скоро свих површинама зуба, изузев у интерденталним просторима. За уклањање остатака хране и денталног плака из ових простора, користи се зубни конац, интерденталне и сулкуларне четкице, испирачи и водице за уста. Електричне четкице за зубе нису ефикасније од мануелних, осим што помажу људима са хендикепом, као нпр. особама са реуматским артритисом.
Флуоротерапија се такође препоручује као превентива за каријес. Флуор помаже у спречавању или успоравању деминерализације и пропадања зуба. Многи стоматолози укључују површинску флуоризацију у редовна чишћења зуба.

## Компаративна анализа
Већина данашњих кичмењака има зубе. Човек је развио најсложенији дентални систем прилагођен разноврсној исхрани, и он се налази на врху еволуционе лествице.
Код животиња су зуби веома разнолики, а њихова морфологија одговара функцији односно начину исхране животиње. Због тога је код биљоједа присутан већи број бочних зуба, чија велика гризна површина омогућава добро жвакање и припрему хране за даље варење. И остали део система за варење је специфичан и прилагођен биљној исхрани. Са друге стране, месождери имају развијене предње зубе (посебно очњаке) прилагођене за хватање плена и кидање меса.
Код неких врста зуби расту само једном током живота (монодонти), док се код других они непрекидно обнављају (полидонти). Неке животиње (попут корњача) су безубе, а друге (попут ајкула) имају огроман број зуба који могу да се померају и који расту сваке две недеље. Код морског коња очњаци расту током целог живота, а код глодара расту секутићи који се троше кроз глодање и стално имају исту дужину. Неким врстама глодара, као што је гвинејско прасе, поред секутића константно расту и кутњаци.Hunt, A.M. (1959). „A Description of the Molar Teeth and Investing Tissues of Normal Guinea Pigs”. Journal of Dental Research. 38 (2): 216—31. PMID 13641521. doi:10.1177/00220345590380020301..</ref> Поједине врсте имају веома специфичан облик зуба (условљен функцијом) као нпр. шупљи очњак код змија отровница. Убедљиво најсложенији и најбоље развијен зубик у животињском свету имају примати, а најсличнију дентицију човеку имају шимпанзе.

## Занимљивости
Палеонтолози користе зубе за анализу и идентификацију фосилних остатака. Осим тога, они се користе и за идентификацију жртава различитих несрећа, када није могуће извести ДНК анализу. Тврда зубна ткива су један од најдуговечнијих физичких показатеља постојања неког појединца након његове смрти. На хуманом зубику је евидентирано више од 100 различитих морфолошких детаља, а од тога је 30-40 детаљно проучено, дефинисано и стандардизовано за дентоантрополошку анализу.
Бележење морфолошких детаља, варијација и аномалија зуба има велики значај у проучавању људске еволуције, скелетне биологије изумрлих народа, а такође и у палеостоматологији и форензичној стоматологији.
У неким културама зубима су приписивана магична својства, ради њихове дуготрајности. Осим тога они су се користили као накит у виду огрлица, минђуша и сл. Примитивни народи су их стављали на врхове стрела или су користили зубе животиња као сечива, секире итд.